# Francisco Javier Manzanos del Castillo
Francisco Javier Manzanos del Castillo fue un político español del siglo XIX destinado en el Virreinato del Perú.

## Biografía
Nacido en Granada en el seno de una familia aristocrática, era hijo de Francisco Rafael Manzanos y Machado y de Micaela del Castillo y Viarte. Tuvo cuatro hermanos: Francisco María y Francisco Javier (que murieron durante la infancia), Andrés María (Abogado Fiscal de la Real Hacienda de Maracaibo) y Margarita (madre del político liberal español Manuel León Moreno Manzano).
El 31 de agosto de 1804 solicita, y al siguiente se le concede, pasaporte para embarcar en Cádiz en la fragata Nuestra Señora de la Soledad (conocida como Príncipe de la Paz) con destino a La Guaira para ser Teniente Gobernador Letrado y Auditor de Guerra de la provincia de Popayán (actual Colombia). Viaja soltero y en compañía de un criado llamado Juan Antonio Bourt.
En 1808 ocupaba el cargo de “Oydor de la Real Audiencia de Quito” (actual Ecuador) y ese mismo año se casaba con Josefa Sáenz del Campo.
Tras la revolución del 10 de agosto de 1809 fue recluido en la Cárcel de Quito. Fue liberado después de la victoria de las tropas realistas.
En 1817 ocupaba el cargo de “Oydor de la Real Audiencia de Charcas” (actual Bolivia). Después de la derrota de las tropas realistas en la Batalla de Pichincha (Ecuador), en 1822, se embarcó con su esposa a España y no volvió jamás, presumiéndose que fallecieron en la península.